# アレクシス・ベガ (1997年生のサッカー選手)
エルネスト・アレクシス・ベガ・ロハス（スペイン語: Ernesto Alexis Vega Rojas、1997年11月25日 - ）は、メキシコ・メキシコシティ出身のサッカー選手。リーガMX・デポルティーボ・トルーカFC所属。メキシコ代表。ポジションはFW。

## 経歴
トルーカの下部組織出身で、2016年2月7日にトップチームデビューをした。同年4月5日にコパ・リベルタドーレス2016 グループステージ・LDUキト戦でプロ初得点を記録した。同月16日にリーグ初得点を記録した。
2018年12月8日にグアダラハラに完全移籍。移籍金は推定900万米ドルで、クラブ史上有数の移籍金額となった。移籍後暫くは得点が無かったが、2月16日の試合でハットトリックを達成して移籍後初得点を記録した。2021-22シーズンからは背番号10を纏う事となった。
2024年1月、トルーカに復帰した。

### 代表
東京オリンピック北中米カリブ海予選の際にU-23代表に招集され、最優秀選手に輝いた。東京オリンピック本戦にも出場し銅メダル獲得に貢献した。
2019年3月26日に行われたパラグアイ代表との親善試合でハビエル・エルナンデスに代わって投入されてA代表初出場を記録した。同年5月には2019 CONCACAFゴールドカップの候補メンバーの一人に選出され、その後同大会メンバーに選出された。この大会の初戦、キューバ代表戦で代表初得点を記録した。

## 代表歴

### 出場大会
- メキシコ代表
  - 2022 FIFAワールドカップ

### 試合数
- 国際Aマッチ 28試合 6得点（2019年-）[15]

| メキシコ代表 | 国際Aマッチ | 国際Aマッチ |
| 年           | 出場        | 得点        |
| ------------ | ----------- | ----------- |
| 2019         | 6           | 1           |
| 2020         | 1           | 0           |
| 2021         | 5           | 1           |
| 2022         | 14          | 4           |
| 2023         | 2           | 0           |
| 2024         |             |             |
| 通算         | 28          | 6           |

## タイトル
メキシコ
- CONCACAFゴールドカップ: 2019